# Мала Плана (Прокупље)
Мала Плана је насељено место града Прокупља у Топличком округу. Према попису из 2022. године било је 447 становника а  2002. било је 608 становника (према попису из 1991. било је 875 становника). Процена је да у 2023. години насеље има 498 становника.
Насеље се налази на регионалном путу Прокупље - Куршумлија на 9,6 километара од Прокупља.

## Демографија
У насељу Мала Плана је у једном тренутку живело 485 пунолетних становника, а просечна старост становништва износила је 42,3 година (40,5 код мушкараца и 44,1 код жена). У насељу има 209 домаћинстава, а просечан број чланова по домаћинству је 2,91.
Ово насеље је великим делом насељено Србима (према попису из 2002. године), а у последња три пописа, примећен је пад у броју становника.
|  |

| Демографија | Демографија | Демографија |
| Година      | Становника  | Становника  |
| ----------- | ----------- | ----------- |
| 1948.       | 861         |             |
| 1953.       | 851         |             |
| 1961.       | 914         |             |
| 1971.       | 830         |             |
| 1981.       | 912         |             |
| 1991.       | 875         | 858         |
| 2002.       | 608         | 636         |

| Етнички састав према попису из 2002.‍ | Етнички састав према попису из 2002.‍ | Етнички састав према попису из 2002.‍ | Етнички састав према попису из 2002.‍ | Етнички састав према попису из 2002.‍ |
| ------------------------------------ | ------------------------------------ | ------------------------------------ | ------------------------------------ | ------------------------------------ |
|                                      |                                      |                                      |                                      |                                      |
| Срби                                 | Срби                                 |                                      | 565                                  | 92,92%                               |
| Роми                                 | Роми                                 |                                      | 32                                   | 5,26%                                |
| Словенци                             | Словенци                             |                                      | 1                                    | 0,16%                                |
| Руси                                 | Руси                                 |                                      | 1                                    | 0,16%                                |
| Македонци                            | Македонци                            |                                      | 1                                    | 0,16%                                |
| Бугари                               | Бугари                               |                                      | 1                                    | 0,16%                                |
| Југословени                          | Југословени                          |                                      | 1                                    | 0,16%                                |
| непознато                            | непознато                            |                                      | 6                                    | 0,98%                                |

| Година пописа     | 1948. | 1953. | 1961. | 1971. | 1981. | 1991. | 2002. |
| ----------------- | ----- | ----- | ----- | ----- | ----- | ----- | ----- |
| Број домаћинстава | 165   | 176   | 222   | 211   | 284   | 266   | 209   |

| Број чланова      | 1  | 2  | 3  | 4  | 5  | 6 | 7 | 8 | 9 | 10 и више | Просек |
| ----------------- | -- | -- | -- | -- | -- | - | - | - | - | --------- | ------ |
| Број домаћинстава | 45 | 56 | 34 | 41 | 21 | 9 | 2 | 0 | 0 | 1         | 2,91   |

| Пол    | Укупно | Неожењен/Неудата | Ожењен/Удата | Удовац/Удовица | Разведен/Разведена | Непознато |
| ------ | ------ | ---------------- | ------------ | -------------- | ------------------ | --------- |
| Мушки  | 251    | 61               | 161          | 17             | 6                  | 6         |
| Женски | 261    | 37               | 160          | 56             | 7                  | 1         |
| УКУПНО | 512    | 98               | 321          | 73             | 13                 | 7         |

| Пол    | Укупно                    | Пољопривреда, лов и шумарство | Рибарство                            | Вађење руде и камена | Прерађивачка индустрија       |
| ------ | ------------------------- | ----------------------------- | ------------------------------------ | -------------------- | ----------------------------- |
| Мушки  | 109                       | 14                            | 0                                    | 0                    | 66                            |
| Женски | 43                        | 8                             | 0                                    | 0                    | 9                             |
| УКУПНО | 152                       | 22                            | 0                                    | 0                    | 75                            |
| Пол    | Производња и снабдевање   | Грађевинарство                | Трговина                             | Хотели и ресторани   | Саобраћај, складиштење и везе |
| Мушки  | 2                         | 1                             | 1                                    | 0                    | 4                             |
| Женски | 0                         | 0                             | 8                                    | 2                    | 0                             |
| УКУПНО | 2                         | 1                             | 9                                    | 2                    | 4                             |
| Пол    | Финансијско посредовање   | Некретнине                    | Државна управа и одбрана             | Образовање           | Здравствени и социјални рад   |
| Мушки  | 0                         | 1                             | 9                                    | 2                    | 0                             |
| Женски | 2                         | 0                             | 4                                    | 4                    | 3                             |
| УКУПНО | 2                         | 1                             | 13                                   | 6                    | 3                             |
| Пол    | Остале услужне активности | Приватна домаћинства          | Екстериторијалне организације и тела | Непознато            | Непознато                     |
| Мушки  | 0                         | 0                             | 0                                    | 9                    | 9                             |
| Женски | 1                         | 0                             | 0                                    | 2                    | 2                             |
| УКУПНО | 1                         | 0                             | 0                                    | 11                   | 11                            |